# Mimectatina longipennis
Mimectatina longipennis es una especie de escarabajo longicornio del género Mimectatina, tribu Desmiphorini, subfamilia Lamiinae. Fue descrita científicamente por Makihara en 2004.
La especie se mantiene activa durante el mes de agosto.

## Descripción
Mide 6,7 milímetros de longitud.

## Distribución
Se distribuye por Japón.